# Caussou
Caussou är en kommun i departementet Ariège i regionen Occitanien i södra Frankrike. Kommunen ligger  i kantonen Les Cabannes som ligger i arrondissementet Foix. År 2022 hade Caussou 47 invånare.

## Befolkningsutveckling
Antalet invånare i kommunen Caussou
Referens: INSEE